# Nactus sphaerodactylodes
Nactus sphaerodactylodes este o specie de șopârle din genul Nactus, familia Gekkonidae, descrisă de Gregor Conrad Michael Kraus în anul 2005. Conform Catalogue of Life specia Nactus sphaerodactylodes nu are subspecii cunoscute.